# Канадское объединённое подразделение по аварийным ситуациям
Кана́дское объединённое подразделе́ние по авари́йным ситуа́циям (англ. Canadian Joint Incident Response Unit, фр. Unité interarmées d'intervention du Canada) Канадских вооружённых сил был создан для своевременной и быстрой химической, биологической, радиологической и ядерной поддержки Правительства Канады широкого назначения и предупреждения, контроля и снижения угроз Канаде, канадцам и канадским интересам. Оно является подразделением батальона Объединённой ядерной, биологической и химической защиты в составе Командования сил специального назначения Канады.

## История
После террористических атак 11 сентября 2001 г. и отчёта Главных контрольных служб по ядерной, биологической и химической защите от того же года стало очевидно, что Канадским вооружённым силам необходимо было увеличить способности своей ЯБХЗ. Федеральное правительство при тогдашнем премьер-министре Жане Кретьене выделило 30 миллионов $ в декабрьском бюджете 2001 г. на увеличение этих способностей и создание Объединённого батальона ядерной, биологической и химической защиты. В сентябре 2007 г. из-за широкого спектра оперативных задач, возможностей и обязанностей батальона было создано КОПАС как группа высокого быстродействия Объединённого батальона ядерной, биологической и химической защиты.
Для выполнения требования быстрого развёртывания КОПАС, подразделение базируется у аэродрома 8-го трентонского авиакрыла (Онтарио). Штаб ОБ ЯБХЗ находится на БКВС Кингстон (Онтарио).